# Sidsel Sander Mittet
Sidsel Sander Mittet (født 1986) er en dansk skønlitterær forfatter, der både har skrevet fantasy og sci-fi.
Sidsel Sander Mittet er opvokset på Als, hvor hendes familie flyttede til, da hun var otte år. Her gik hun på Sønderborg Gymnasium og HF, hvorfra hun blev matematisk student i 2005. I samme periode begyndte Mittet at optræde med ildshow i familiegruppen Ildfolket. Gruppen består af hendes mor og søster samt en veninde.
I 2006 flyttede Mittet til Fyn, hvor hun læste på Odense Universitet. I 2012 blev hun færdig som cand.mag. i dansk. Under sit studie skrev Mittet analyser og klassikerguides for Litteratursiden.dk, ligesom hun fik en del videnskabelige artikler udgivet i bl.a. Tidsskriftet Spring, Salon 55 og Synsvinkler. Hun bidrog endvidere til den svenske antologi Queera läsningar - Litteraturvetenskap möter quuerteori (Rosenlarv Förlag, 2012).
I 2013 blev Mittet ansat på HF & VUC Fyn i Nyborg som underviser i dansk, og i 2015 debuterede Mittet som skønlitterær forfatter med Rent blod, den første bog i serien om Morika. Første bog i prequel-trilogien Krøniken om Morika udkom i 2016.
I 2019 forlod Mittet highfantasygenren og gik over til lowfantasy med trilogien Bjergtaget. Den sidste bog i denne serie, Jordmassens Dronning, modtog prisen for årets danske fantasykarakter. Prisen blev uddelt af danskfantasy.dk.
Mittet forlod helt fantasygenren og gik over til dystopisk sci-fi, da hun i 2021 udgav første bog i trilogien Flammen og Bølgen.